# یاسوشی ایشی
یاسوشی ایشی (انگلیسی: Yasushi Ishii؛ زادهٔ ۱۰ مارس ۱۹۷۰) خوانندگی، ترانه‌پرداز، صداپیشگی اهل ژاپن است. وی از سال ۱۹۹۱ میلادی تاکنون مشغول فعالیت بوده‌است.